# Cephaliophora uniformis
Cephaliophora uniformis är en svampart som beskrevs av Narayanan 1963. Cephaliophora uniformis ingår i släktet Cephaliophora, ordningen skålsvampar, klassen Pezizomycetes, divisionen sporsäcksvampar och riket svampar.   Inga underarter finns listade i Catalogue of Life.